# Liste des écoles d'art en Belgique

## Écoles supérieures des arts
En Fédération Wallonie-Bruxelles, les écoles d'art reconnues ont un statut à part d'école supérieure des arts (ESA), les distinguant des universités et hautes écoles :
Bruxelles
- École nationale supérieure des arts visuels de la Cambre  (ENSAV)
- Académie royale des beaux-arts de la Ville de Bruxelles  (ARBA-ESA)
- École supérieure des arts Saint-Luc de Bruxelles (ESA Saint-Luc)
- École de recherche graphique (ERG Saint-Luc)
- École supérieure des arts de l'image « Le 75 »
- Institut national supérieur des arts du spectacle et des techniques de diffusion (INSAS)
- École supérieure des arts du cirque (ESAC)
- Conservatoire royal de Bruxelles (section francophone, CRB)

Liège
- Beaux-Arts de Liège - École supérieure des Arts (BAL-ÉSAVL)
- École supérieure des Arts Institut Saint-Luc de Liège
- Conservatoire royal de Liège

Louvain-la-Neuve
- Institut des arts de diffusion (IAD)

Mons
- Arts²

Namur
- Institut royal supérieur de Musique et de Pédagogie (IMEP)
- Académie des Beaux-Arts de Namur

Tournai
- Académie des beaux-arts et des arts décoratifs
- École supérieure des Arts Institut Saint-Luc à Tournai

## Hautes écoles
Les établissements artistiques de la Communauté flamande de Belgique relèvent des hautes écoles et n'ont donc pas de statut distinct. Certaines écoles d'art constituent ainsi des départements de plus larges hautes écoles, à la suite des fusions des établissements d'enseignement flamands. Au sein de ces hautes écoles, les départements artistiques ont cependant un statut spécifique de School of Arts : ils peuvent par exemple délivrer des master-na-master comme les universités. Une exception est la LUCA School of Arts qui est une haute école entièrement destinée à l'enseignement artistique.
- Erasmushogeschool Brussel :
  - Koninklijk Conservatorium Brussel (section néerlandophone), Bruxelles
  - Royal Institute for Theatre, Cinema and Sound (RITCS), Bruxelles
- LUCA School of Arts : 
  - C-mine, Genk
  - Lemmensinstituut, Louvain
  - Nationaal Radio en Film Instituut (Narafi), Bruxelles
  - Sint-Lukas Brussel, Bruxelles
  - Sint-Lucas Gent, Gand
- Artesis Plantijn Hogeschool Antwerpen :
  - Academie royale des beaux-arts d'Anvers
  - Conservatoire royal d'Anvers
- Karel de Grote-Hogeschool Katholieke Hogeschool Antwerpen :
  - Sint Lucas Antwerpen, Anvers
- Hogeschool PXL, Hasselt :
  - MAD School of Arts
  - PXL-Music
- Hogeschool Gent :
  - Académie royale des beaux-arts de Gand
  - Conservatoire royal de Gand

## Écoles privées
En Belgique, les écoles qui ne relèvent pas de l'enseignement libre ou public n'octroient pas de diplômes reconnus.
- CAD (College of Advertising & Design)
- ESRA Bruxelles (Ecole Supérieure de Réalisation Audiovisuelle)
- Institut de rythmique Jaques-Dalcroze de Belgique
- Chapelle musicale Reine Élisabeth (institution d'utilité publique ne délivrant pas de diplôme officiel)
- Institut royal d'histoire de l'art et d’archéologie de Bruxelles (institution d'utilité publique[1] ne délivrant pas de diplôme officiel)

## Écoles secondaires
- Institut d'enseignement secondaire Saint-Luc Liège
- École des Métiers et des Arts de la Province de Namur (EMAP)